# Xysticus roonwali
Xysticus roonwali là một loài nhện trong họ Thomisidae.
Loài này thuộc chi Xysticus. Xysticus roonwali được Benoy Krishna Tikader miêu tả năm 1964.